# Thomas John Wood
Thomas John Wood (Munfordville, 25 settembre 1823 – Dayton, 26 febbraio 1906) è stato un generale statunitense, ufficiale dell'Union Army durante la guerra civile americana.
Durante i primi giorni della Guerra civile, Wood aiutò ad organizzare i trasporti e l'equipaggiamento di molti reggimenti di volontari nello Stato dell'Indiana. Nell'ottobre del 1861 fu promosso generale di brigata dei volontari dell'Indiana.
Wood comandò una brigata nelle Campagne del Tennessee e del Mississippi; quindi una divisione nell'Armata dell'Ohio e poi nell'Armata del Cumberland. Nel dicembre del 1862 fu ferito durante la battaglia di Murfreesboro; fu coinvolto nelle polemiche che seguirono alla battaglia di Chickamauga, per le quali fu incolpato di aver contribuito alla disfatta di William S. Rosecrans.
Wood si riscattò con il successo dell'assalto al Missionary Ridge e nella battaglia di Lovejoy's Station dove, nonostante una brutta ferita al piede, rimase sul campo per incoraggiare i suoi uomini. Comandò, poi, il IV Corpo d'armata nell'Armata del Cumberland nella battaglia di Nashville ed inseguì l'esercito Confederato di John Bell Hood dopo la vittoria dell'Unione.
Nel gennaio del 1865 Wood fu promosso al grado di maggior generale nell'Armata dei volontari.